# Gårdsjön (Östra Ämterviks socken, Värmland)
Gårdsjön är en sjö i Sunne kommun i Värmland och ingår i Göta älvs huvudavrinningsområde. Sjön är 16 meter djup, har en yta på 1,98 kvadratkilometer och är belägen 105,1 meter över havet. Sjön avvattnas av vattendraget Kvarntorpsån (Gårdsjöälven).

## Delavrinningsområde
Gårdsjön ingår i det delavrinningsområde (663224-135787) som SMHI kallar för Utloppet av Gårdsjön. Medelhöjden är 204 meter över havet och ytan är 29,16 kvadratkilometer. Det finns inga avrinningsområden uppströms utan avrinningsområdet är högsta punkten. Kvarntorpsån (Gårdsjöälven) som avvattnar avrinningsområdet har biflödesordning 2, vilket innebär att vattnet flödar genom totalt 2 vattendrag innan det når havet efter 295 kilometer. Avrinningsområdet består mestadels av skog (79 procent). Avrinningsområdet har 2,03 kvadratkilometer vattenytor vilket ger det en sjöprocent på 6,9 procent.